# Kenny Younger
Pour les articles homonymes, voir Younger.
Kenny Younger est un joueur de basket-ball, né le 21 octobre 1977 à Houston (Texas). Il a été élu par les supporters de l'Étendard comme meilleur joueur brestois de la saison 2006-2007 et a été le meilleur marqueur de Poitiers en 2008-2009.[réf. nécessaire]
Kenny Younger prend sa retraite et vit aux États-Unis

## Clubs
- 2008-2009 : Poitiers Basket 86 (France) 17,2 points 19,5 d'évaluation
- 2007-2008 : Poitiers Basket 86 (France) 16,2 points 17,4 d'évaluation
- 2006-2007 : Étendard de Brest (France) 16,5 points 18,1 d'évaluation
- 2005-2006 : CAB Madeira (Portugal) 15,6 points 19,4 d'évaluation
- 2004-2005 : Alba Fehérvár (Hongrie) 19,1 points 23,4 d'évaluation
- 2003-2004 : KTP (Finlande) 20,7 points 27,6 d'évaluation
- 2002-2003 : Kouvot Kouvola (Finlande) 21,9 points 24,7 d'évaluation

Il a effectué sa formation universitaire à l'université de Houston (Texas).